# Marta Xargay
Marta Xargay Casademont (ur. 20 grudnia 1990 w Gironie) – hiszpańska koszykarka, występująca na pozycji rzucającej, reprezentantka kraju. 
22 marca 2021 zawarła umowę na okres obozu treningowego z Phoenix Mercury.

## Osiągnięcia
Stan na 28 stycznia 2022, na podstawie, o ile nie zaznaczono inaczej.

### Drużynowe
- Mistrzyni:
  - Euroligi (2011)
  - Hiszpanii (2011, 2013)
  - Czech (2016, 2017, 2018)
- Wicemistrzyni:
  - Euroligi (2019)
  - Hiszpanii (2010, 2012, 2014, 2015)
  - Rosji (2019)
- Zdobywczyni:
  - pucharu Hiszpanii (2012, 2014, 2015)
  - superpucharu Hiszpanii (2010–2014)
- Finalistka pucharu:
  - Hiszpanii (2010, 2013)
  - Rosji (2019)
- 4. miejsce w Eurolidze (2016, 2017)

### Indywidualne
- MVP superpucharu Hiszpanii (2014)

### Reprezentacja
Seniorek
- Mistrzyni Europy (2013, 2017, 2019)
- Wicemistrzyni:
  - świata (2014)
  - olimpijska (2016)
- Brąz mistrzostw:
  - świata (2018)
  - Europy (2015)
- Uczestniczka:
  - mistrzostw Europy (2011 – 9. miejsce, 2013, 2017)
  - kwalifikacji:
    - olimpijskich (2016 – 1. miejsce)
    - do Eurobasketu (2013 – 1. miejsce)
- Zaliczona do I składu mistrzostw Europy (2019)

Młodzieżowe
- Mistrzyni Europy U–16 (2006)
- Wicemistrzyni:
  - świata U–19 (2011)
  - Europy:
    - U–20 (2009, 2010)
    - U–18 (2007)
- Uczestniczka mistrzostw Europy U–18 (2007, 2008 – 5. miejsce)
- MVP mistrzostw świata U–19 (2009)
- Zaliczona do I składu mistrzostw świata U–19 (2009)